# Katya Virshilas
Katya Virshilas (Utena, 10 settembre 1983) è una ballerina e attrice israeliana naturalizzata canadese.

## Carriera
Virshilas è nata in Lituania, ma si è successivamente trasferita in Israele dopo aver compiuto il sesto anno di età, e a Vancouver a tredici anni.
Katya Virshilas è stata per quattro volte campionessa del British Columbia Dancesport dal 1998 al 2002. Nel 2001, insieme al suo partner ha vinto il Canadian Latin Dance Championship. La Virshilas è inoltre apparsa in diverse produzioni hollywoodiane come Shall We Dance? (2004), Ti va di ballare? e Il mio ragazzo è un bastardo (entrambi del 2006), e nelle serie televisive Smallville e Supernatural.

## Filmografia

### Cinema
- Shall We Dance?, regia di Peter Chelsom (2004)
- Ti va di ballare? (Take the Lead), regia di Liz Friedlander (2006)
- Il mio ragazzo è un bastardo (John Tucker Must Die), regia di Betty Thomas (2006)

### Televisione
- Smallville – serie TV, un episodio (2001-2011)
- Supernatural – serie TV, 2 episodi (2007-2009)